# Koningswida
De koningswida (Vidua regia) is een vogel uit de familie Viduidae.

## Verspreiding en leefgebied
Deze soort komt voor in zuidelijk Afrika, met name van zuidelijk Angola tot Namibië, Zambia, Botswana, zuidelijk Mozambique en Natal.